# 上治
上治（じょうち）は、中国の大中国の高昇泰の時代に使用された元号。1095年。

## 西暦との対照表
| 上治 | 元年   |
| 西暦 | 1095年 |
| 干支 | 乙亥   |